# Puig d'en Llobet
El Puig d'en Llobet és una muntanya de 241 metres que es troba al municipi de Cruïlles, Monells i Sant Sadurní de l'Heura, a la comarca catalana del Baix Empordà.